# Futurity
「futurity」（フューチュリティ）は、日本の音楽ユニット・day after tomorrowの3作目のシングル。

## 概要
- 前作「My faith」から2か月連続にして、同じくアルバム『day after tomorrow II』からのリカットシングルであり、1か月間限定出荷で発売された。
- 今作には表題曲と表題曲のインストゥルメンタルバージョンの2曲に加え、隠しトラックが収録された。
- 表題曲はアルペン『Kissmark』のCMソングに使用された。CMソングのタイアップは「faraway」以来2作ぶりとなった。
- オリコンチャート初登場11位を獲得。2作連続でトップ20入りを果たした。

## 収録曲
| 全作曲: 鈴木大輔、全編曲: 五十嵐充、day after tomorrow。 |                             |           |            |      |
| #                                                        | タイトル                    | 作詞      | 作曲・編曲 | 時間 |
| 1.                                                       | 「futurity」                | misono    | 鈴木大輔   | 4:31 |
| 2.                                                       | 「futurity -Instrumental-」 |           | 鈴木大輔   | 4:27 |
| 3.                                                       | 「High-Spirit」             | misono    | 鈴木大輔   | 7:58 |
| 合計時間:                                                | 合計時間:                   | 合計時間: | 16:56      |      |

### 解説
1. futurity
2. futurity -Instrumental-
表題曲のインストゥルメンタルバージョン。
3. High-Spirit
今作の隠しトラック。

## 参加ミュージシャン
day after tomorrow
- misono：Vocals
- 北野正人：Guitar
- 鈴木大輔：Keyboards

support musician
- 五十嵐充：Programming & Keyboards (全曲)
- 加藤薫：Electric Guitar (全曲)

## タイアップ
- アルペン『kissmark』TV-CMソング (#1)

## 収録アルバム
- day after tomorrow II (#1)
- elements (#1,3)
- complete Best (#1,3)
- single Best (#1)
- Selection Best Album (#1,3)
- 31HITS〜THE JAPAN GOLD DISC AWARD 2003〜 (#1)